# Justicia moritziana
Justicia moritziana är en akantusväxtart som beskrevs av D.C. Wasshausen. Justicia moritziana ingår i släktet Justicia och familjen akantusväxter. Inga underarter finns listade i Catalogue of Life.